# Afera Dreyfus
Afera Dreyfus, politički skandal koji je podijelio Francusku krajem 19. stoljeća
Tajne službe, 1894. godine, nalaze popis tajnih dokumenata koje je neki časnik htio prodati Nijemcima. Optužuju židovskoga časnika Alfreda Dreyfusa, iako nedužnog. Dreyfus dolazi pred vojni sud gdje iznose izmišljene dokaze i proglasuju ga krivim. Doživljava poniženje i uzimaju mu sve činove. Napravili su cijelu paradu, skupili su se ljudi i stali mu skidati činove, pa čak i hlače, tako da je na kraju ostao samo u sakou. Ljudi rade proteste i govore: "Smrt židovima". Dreyfus je zatvoren na Paklenom otoku blizu Francuske Gvajane. Njegov odvjetnik sve govori Émilu Zoli koji je zaprepašten i objavljuje otvoreno pismo "J'accuse" (Optužujem) gdje piše o tome i govori protiv francuskog vrha. Zola zahtijeva drugi proces nakon kojega oslobođaju Dreyfusa. Nakon 6 godina, Dreyfus je napokon proglašen nevinim.